# Meranoplus bicolor
Meranoplus bicolor is een mierensoort uit de onderfamilie van de Myrmicinae. De wetenschappelijke naam van de soort is voor het eerst geldig gepubliceerd in 1844 door Guérin-Méneville.